# Нематические жидкие кристаллы

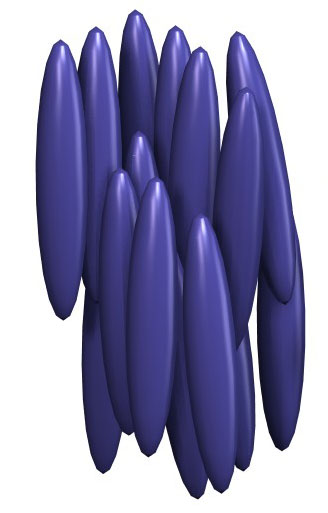
Нематический жидкий кристалл

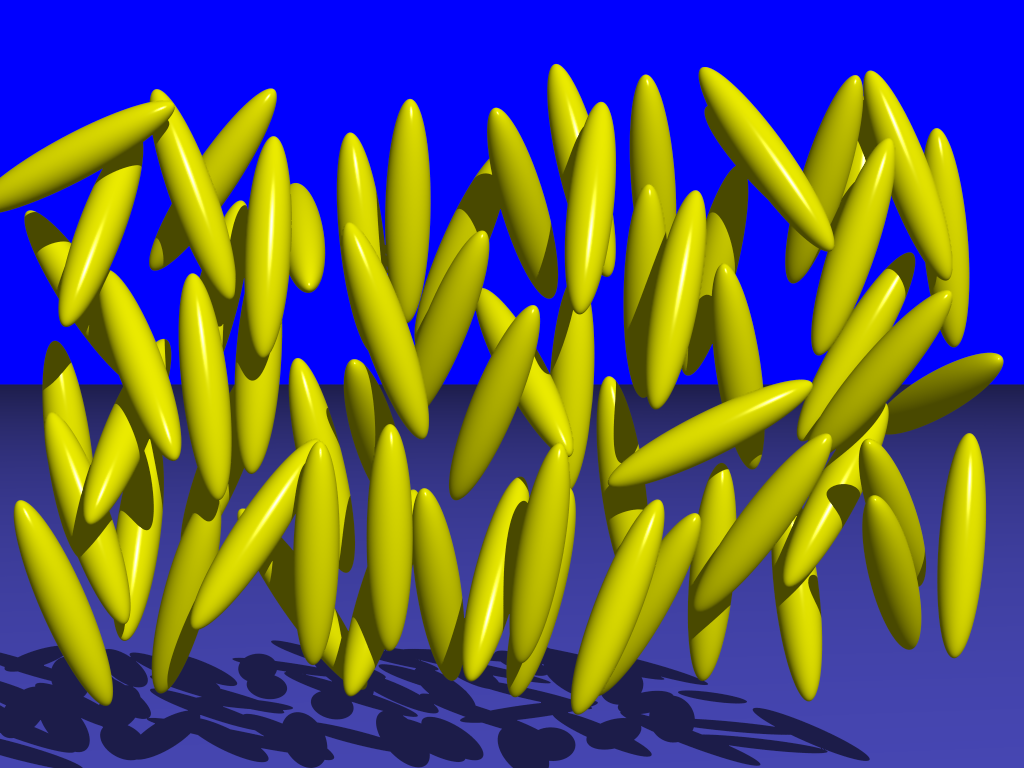
3D представление нематического жидкого кристалла

Нематические жидкие кристаллы или нематики («нема» — по-гречески нить) — оптически одноосные жидкие кристаллы, имеют дальний ориентационный порядок, свободны в перемещении. Характеризуются наличием микроструктур в виде нитей, концы которых либо свободны, либо связаны со стенкой ёмкости, в которой находится изучаемое вещество. Ориентация осей молекул в этих кристаллах параллельна, однако они не образуют отдельные слои. Длинные оси молекул лежат вдоль линий, параллельных определённому направлению, а их центры размещены хаотично. Нематические жидкие кристаллы называются также нематиками.
Препараты — поликристаллические. Границы — нити — холестерическая мезофаза.